# Суперкупа на УЕФА 2019
Суперкупата на УЕФА 2019 е 44-то издание на Суперкупата на УЕФА, ежегоден футболен мач между шампионите на двата главни европейски клубни турнири – Шампионската лига и Лига Европа. Двубоят противопоставя отборите на Ливърпул, носител на Шампионската лига и Челси, спечелил Лига Европа. Мачът се провежда в Истанбул, Турция на 14 август 2019 .
Ливърпул побеждава с общ резултат 7:6 след равенство 1:1 в редовното време, 2:2 след продължения и 5:4 от изпълнение на дузпи. Така спечелва за четвърти път Суперкупата на УЕФА.

## Отборите
| Отбор    | Начин на класиране               | Предишни участия (с удебелен шрифт са победите) |
| -------- | -------------------------------- | ----------------------------------------------- |
| Ливърпул | Спечелил Шампионска лига 2018/19 | 1977, 1978, 1984, 2001, 2005                    |
| Челси    | Спечелил Лига Европа 2018/19     | 1998, 2012, 2013                                |

## Място на провеждане
Мачът се играе на стадион Водафон Парк в Истанбул. Стадионът е официално обявен за домакин на мача на 20 септември 2017 г.

## Мач

### Прецеденти
За първи път в мача за Суперкупата на Европа:
- играят два английски отбора;
- съдиите на терена са жени;[2]
- е използвана системата за видеоповторения (VAR).[8]

### Правила
- 90 редовни минути.
- При равенство – 30 минути добавено време.
- Ако резултатът още е равен – дузпи.
- Дванадесет резерви.
- Максимум три смени.

### Детайли
| 14 август 2019 22:00 |

| Ливърпул      | 2 – 2 (след прод.) | Челси                       |
| ------------- | ------------------ | --------------------------- |
| Мане 48', 95' |                    | Жиру 36' Жоржиньо 101' (д.) |

| Водафон Парк, Истанбул Съдия: Стефани Фрапар |

|                                               | Дузпи |                                         |
| Фирмино Фабиньо Ориги Александър-Арнолд Салах | 5 – 4 | Жоржиньо Баркли Маунт Палмиери Ейбрахам |

| Суперкупа на УЕФА 2019  |
| ----------------------- |
| Англия                  |
| Ливърпул Четвърта титла |